# ティム・スパークス
ティム・スパークス（Tim Sparks、1954年10月31日 - ）は、アメリカのアコースティックギター奏者、歌手、編曲家、作曲家である。

## 略歴
ノースカロライナ州ウィンストン・セーラムで育った彼は、脳炎の発作で1年間学校に通えなくなり、その時に最初のギターを与えられた。彼がその周りで聴いてきた音楽は伝統的なカントリー・ブルースであり、彼の祖母がブルーリッジ山脈の小さな教会にてピアノで演奏したゴスペルが、自分で演奏することを教えてくれた。
彼はノースカロライナ芸術学校の奨学金にノミネートされた。そこで、アンドレス・セゴビアの弟子であるジーザス・シルヴァにクラシック音楽を学んだ。独創的なボーカル・ジャズ・アンサンブルであるリオ・ニドで3枚のアルバムを録音する一方で、スパークスはブラジル音楽からビバップまでジャズ・スタイルにも堪能になり、ミネソタ・ミュージック・アウォーズのベスト・アコースティックギタリスト、ベスト・ラテンジャズ・ギタリスト、ベスト・ジャズ・ギタリストを含むいくつかの地域音楽賞を受賞した。1993年にカンザス州ウィンフィールドで開催されたウォルナット・ヴァレー・フェスティバルで全国フィンガースタイル・ギター・チャンピオンシップを獲得し、チャイコフスキーの「くるみ割り人形」組曲を演奏した。
1990年代後半、スパークスはエスニック・ミュージック・シーンに没頭し、ギリシャにてクレズマー・オーケストラにギターとして同行した。1995年7月のベツレヘム国際音楽祭で国境を越えて注目されるパフォーマーとなり、民族音楽学の研究を追求するために2つのアート・フェローシップを受けた。リスボンでファドとポルトガル・ギターを勉強するために一秋を過ごした。1989年にガスリー劇場が『ワーニャ伯父さん』を翻案するためのロシア民族音楽をアレンジし、1991年にマイロン・ジョンソンの人形バレエのために、中国での学生蜂起を描いたバレエである『天安門』の音楽の作曲を依頼された。
2000年に、アメリカの作曲家ジョン・ゾーンとの関係が始まった。ゾーンのレーベルであるツァディク・レコードで、アコースティック・フィンガー・スタイル・ギターに適合したユダヤ人のクレズマー音楽として高い評価を得ている4枚のCDを録音した。彼は出版のために『Neshamah』の編曲を書き留めて編集し、マックナイト・フェローシップを獲得した。
スパークスはドリー・パートンのオープニング・アクトとして出演し、同じステージでサンドル・サボ、フランコ・モローネ、シロ・バプティスタ、中川イサト、ビル・フリゼールと一緒に演奏した。また、『プレーリー・ホーム・コンパニオン』や、ウィニペグ・フォーク・フェスティバルのメインステージ、チェット・アトキンス・アプリシエーション・ソサイエティなどの全国的な会場で演奏してきた。ドイツのイデンコーベン・フェスティバルとドレスデン・ギター・フェスティバルに出演し、ポルトガルのリスボンでジャズ・ギターの指導レジデントを開催した。彼は頻繁に日本、フランス、ベルギー、オーストリア、ハンガリーをツアーしている。
スパークスはミネソタ・モリス大学の元教職員であり、コンサートにおいて演奏を続けている。

## ディスコグラフィ

### リーダー・アルバム
- The Nutcracker Suite (1993年)
- Guitar Bazaar (1995年)
- One String Leads to Another (1999年)
- Neshamah (Songs From The Jewish Diaspora) (1999年)
- 『タンツ』 - Tanz (2000年) ※with シロ・バプティスタ、グレッグ・コーエン
- 『アット・ザ・ラビズ・テーブル』 - At the Rebbe's Table (2002年)
- Masada Anniversary Edition Vol. 1: Masada Guitars (2003年) ※with ビル・フリゼール、マーク・リボー
- Sidewalk Blues (2009年)
- Little Princess (2009年)
- Chasin' the Boogie (2014年)
- Jukebox Dreaming' (2018年) ※with James Buckley

### 参加アルバム
- グレッグ・ブラウン : Dream Café (1992年)
- Le Freylekh Trio : Featuring Goulash System' (2009年、Harmonia Mundi)

### 映像作品
- In Concert ※with フランコ・モローネ
- Guitar Bazaar: Multicultural Ideas for Fingerstyle Guitar (1995年) ※教則ビデオ
- Fingerstyle Guitar: New Dimensions and Explorations (2003年) ※コンサート・ビデオ
- Roots, Rags, and Blues (2007年) ※教則DVD

## 楽譜
- The Nutcracker Suite (1993年、Acoustic Music)
- Balkan Dreams Suite (1996年、Mel Bay)
- Guitar Bazaar (1996年、Acoustic Music)
- Fingerstyle Excursions (1998年、Mel Bay)
- Neshamah (2004年、Mel Bay) ※with Bruce Muckala